# 바비 맥퍼린
로버트 바비 맥퍼린 주니어(영어: Robert "Bobby" McFerrin, Jr, 1950년 3월 11일~)는 미국의 보컬리스트이자 지휘자이다. 10여 차례 그래미 어워드를 수상했으며, 1988년에 발표하여 히트한 〈Don't Worry, Be Happy〉로 유명하다.

## 생애
뉴욕, 맨해튼에서 바리톤 로버트 맥퍼린과 가수 사라 쿠퍼의 아들로 태어났다. 아버지는 뉴욕 메트로폴리탄 오페라 최초의 아프리카계 미국인 정규 멤버였다. 어머니는 지역 오페라 단체와 브로드웨이 쇼에서 솔로리스트를 하였으며 현재 캘리포니아주, 플러턴에 있는 플러턴 대학의 음대 명예교수이다.
1975년에 데비 그린과 결혼하여 세 아이를 두었다. 맥퍼린의 노래 〈Don't Worry, Be Happy〉는 1988년 미국 팝 차트에서 1위를 기록하였으며 《그래미 어워드 그 해의 노래》와 《그래미 어워드 그 해의 음반》상을 수상하였다. 맥퍼린은 또한 피아니스트 칙 코리아, 허비 행콕, 조 자비눌 (Joe Zawinul), 드러머 토니 윌리엄스, 첼리스트 요요 마와 협연을 하였다.

## 참고
1. ↑  Accessmylibrary.com
2. ↑  IMDB